# José Bénazéraf
José Benazeraf est un réalisateur, scénariste et producteur de cinéma français né le 8 janvier 1922 à Casablanca, au Maroc, mort le 1er décembre 2012, à Chiclana de la Frontera, près de Cadix, dans le Sud de l'Espagne,
Cinéaste indépendant, aventurier du cinéma, José Benazeraf produit presque tous ses films. Il lui arrive même, dans le pire des cas, faute de distributeur, de les distribuer lui-même, soit directement avec l'exploitant, Henri Boublil, propriétaire de nombreux cinémas dont le Midi-Minuit, et Le Méry, à Paris, soit, plus insolite encore, en louant des théâtres de prestige.

## Biographie
Il voit le jour en 1922 à Casablanca dans une famille bourgeoise. Son père est espagnol et sa mère portugaise ; tous deux sont juifs. Adolescent, il lit jusqu'à trois livres par jour. Il participe ponctuellement à la guerre d'Espagne avant de se rendre en Angleterre et en Amérique.
Au début des années 40, il étudie au Centre d’études politiques et administratives de l'université d’Alger. En 1945, il échoue au concours de l'Institut d'études politiques de Paris. Il s'est enrichi grâce au négoce de matières premières. 
De passage à Paris en 1957 pour acheter du coton pour les filets qu'il vend en Afrique, il achète les droits d’utilisation cinématographique des Lavandières du Portugal, une chanson populaire sortie en 1955. Il trouve alors les coordonnées du PDG de Pathé dans l'annuaire et lui propose d'en produire l'adaptation cinématographique. Il se lance dans le cinéma, sans rien y connaître. Les Lavandières du Portugal sort la même année, film de Pierre Gaspard-Huit, que devait réaliser Dimitri Kirsanoff, grand cinéaste du cinéma muet, qui meurt dans le bureau de Benazeraf. Le film est un succès. 
Partageant, quelques années plus tard, un bureau avec le producteur Georges de Beauregard, Benazeraf voit défiler dans leur bureau commun toute la Nouvelle vague à venir, Claude Chabrol dont il essaie de sortir les deux premiers films ne trouvant pas de distributeur, Paul Gégauff, Jacques Demy, Jean-Luc Godard, Philippe de Broca, etc. Il fait une apparition dans À bout de souffle de Jean-Luc Godard dans une scène avec Belmondo, et prête pour le film sa Thunderbird, blanche à deux places, que Poiccard (Belmondo) vole dans le film.
José Benazeraf passe à la réalisation en 1962, après avoir produit Yves Allégret et le dernier film d'Edmond T. Greville. Au fil du temps, les films deviendront de plus en plus explicites, jusqu'au moment où le cinéaste signera des films délibérément pornographiques (à partir du milieu des années 1970). Il a également exploité des scénarios appartenant à la nazisploitation pour y apporter un « plus » pornographique comme Bordel SS (1978).
Quelques grands films à son actif, dont Les Premières Lueurs de l'aube, tourné à Hambourg, en 1967, polar urbain d'une beauté glacée, retitré Plaisirs pervers pour sa sortie au cinéma Midi-Minuit, boulevard Poissonnière.
Metteur en scène iconoclaste, qui réalisait ses films à la vitesse de la lumière, personnage dérangeant, qui osa souvent mêler politique et érotisme, il a encouru les foudres de la censure. De Henri Langlois à Dominique Païni, il fera plus tard le bonheur des directeurs de la Cinémathèque française qui n'ont cessé de lui rendre hommage. Henri Langlois a dit, présentant Le Désirable et le Sublime en avant-première, au Palais de Chaillot : « Les films de José Benazeraf sont comme des rivières qui charrient des pierres et des diamants. »
En 2022, ses filles Josée-Anne et Béatrice ont fait don de toutes les archives de leur père au CNC et ont cédé le catalogue des films à la société LCJ qui ont engagé un programme de restauration-numérisation des films.

## Filmographie

### Réalisateur
S'il faisait lui-même le cadre de ses films, José Benazeraf avait la particularité de s'entourer de grands chefs-opérateurs.
- 1961 : Le Quatrième Sexe (crédité comme superviseur de la réalisation, film signé par Michel Wichard)
- 1962 : L'Éternité pour nous ou Le Cri de la chair (au générique). Images de Marcel Combes.
- 1963 : Le Concerto de la peur, ou La Drogue du vice. Images d'Edmond Richard[19]. Musique originale de Chet Baker[20]. Avec Jean-Pierre Kalfon, Régine Rumen, Yvonne Monlaur, Michel Lemoine, Hans Verner, Sylvie Bréal.
- 1963 : 24 heures d'un Américain ou 24 heures d'un Américain à Paris ou Paris Erotika. Images d'Alain Levent, Alain Derobe, Scope, Agfacolor. Musique Louiguy. Avec Dick Randall, Poupée la Rose, Jessica Rubicon, Dodo de Hambourg. Tourné au Folies-Pigalle et au Crazy Horse Saloon.
- 1963 : Cover-girls (Cover girls: Ragazze di tutti) Production italienne. Images Alain Levent, Alain Derobe. Avec Maria Grazia Buccella, Claudio Gora, Tex Williams, Heidi Balzer, Giorgia Moll.
- 1964 : L'Enfer dans la peau ou La Nuit la plus longue Images d'Alain Derobe. Musique Chet Baker. Avec Michel Lemoine.
- 1965 : L'Enfer sur la plage. Musique Louiguy et Chet Baker.
- 1966 : Model International (moyen métrage) co-Jacques Scandelari.
- 1966 : Joë Caligula, Joë Caligula - Du suif chez les dabes Images d'Etienne Becker. Avec Gérard Blain, Jeanne Valérie, Junie Astor, Ginette Leclerc, Maria Vincent.
- 1967 : Plaisirs pervers ou Les Premières lueurs de l'aube (St-Pauli zwischen Nacht und Morgen) Images de Dieter Döltz. Tourné à Hambourg et à Berlin.
- 1967 : Flesh and Fantasy (tourné aux États-Unis) Images William Fleischert (Olympic Pictures, L.A.)
- 1968 : Un épais manteau de sang. Images d'Alain Levent. Avec Paul Guers, Valérie Lagrange, Hans Meyer, Kacia Bartel.
- 1969 : Bacchanales 69 Montage de films. Musique Louiguy. Montage Bob Wade.
- 1969 : Le Désirable et le Sublime. Images de Charley Record. Soutenu par un long article enflammé de Jean-Louis Bory, le film sort au Théâtre de la Renaissance, dirigé par Véra Korène, transformé en cinéma pour la cause[21],[22] et au théâtre du Vieux-Colombier[23].
- 1970 : Triangle (c.m.)  avec Hans Meyer
- 1971 : Frustration ou Les Dérèglements d'une jeune provinciale (The Trip to perversion). Images de Georges Strouvé.
- 1972 : Racism (tourné aux États-Unis) Olympic Pictures, L.A[24].
- 1972 : The French Love
- 1973 : Bacchanales 73 Montage de films. Même film que Bacchanales 69
- 1973 : Le Sexe nu, ex-Un homme se penche sur son destin. Images Alain Levent. Avec Alain Tissier.
- 1973 : L'Homme qui voulait violer le monde entier (Black Love). Images Yann Le Masson. Avec Alphonse Beni, Alain Tissier.
- 1974 : Adolescence pervertie (Adolescenza perversa)
- 1974  : Orgies et voluptés  Film de montage.
- 1974 : Le Bordel, 1re époque : 1900. Images de Philippe Théaudière.
- 1974 : Voir Malte et mourir ou Une garce en chaleur (Lo sceicco la vede così). Tourné à Malte. Images de Philippe Théaudière.
- 1974 : Les Lesbiennes ou Une femme plus une femme. Images de Philippe Théaudière.
- 1974 : Sapho et Lesbos ou Les Incestueuses
- 1974 : La Soubrette, La Soubrette perverse Images Pierre Dantigny. Musique Pierre Bachelet.
- 1975 : La Veuve ou La Veuve lubrique Images Pierre Dantigny.
- 1975 : Les Deux gouines ou Les Gouines ou Victoire et Isabelle  Images Pierre Dantigny.  Avec Michèle Perello et Béatrice Harnois
- 1975 : Séquences interdites (Anthologie des scènes interdites érotiques ou pornographiques des films de José Benazeraf)
- 1975 : Les Incestueuses Images Pierre Dantigny. Avec Michèle Perello
- 1975 : La Planque sorti sous le titre : Sex Porno) Images Roger Duculot. Avec Mylène d'Antès
- 1975 : La Planque 2  (Porno planque 2) Images Roger Duculot.
- 1975 : J.B.1 Images Roger Duculot.
- 1976 : Un dîner très spécial ou Le Dîner en ville ou Un dîner très bourgeois. Images Roger Duculot.
- 1977 : La Bonne auberge (Ici, on baise) Images Roger Duculot, Kodakolor.
- 1977 : Miss Aubépine (Les Vices cachés de Miss Aubépine) Images Roger Duculot.
- 1977 : Freudenhaus ou Bordel SS Images Roger Duculot.
- 1978 : Ouvre-toi
- 1978 : Grimpe-moi dessus... et fais-moi mal
- 1978 : Anna cuisses entrouvertes, Joy
- 1978 : Baisez-moi partout (Attention, je vais jouir)
- 1979 : Nicole par-dessus, par-dessous
- 1979 : Je te suce, tu me suces, il nous...
- 1979 : Hurlements d'extase
- 1980 : Amours d'adolescentes pubères
- 1980 : Les Contes galants de Jean de La Fontaine Images Alain Thiollet.
- 1981 : Brantôme 81 : Vie de dames galantes. Images d'Alain Levent. Inédit en salles en France. Ce film, inspiré par l'affaire Boulin, n'est sorti qu'au Japon.
- 1982 : Patricia, Valéria, Anna et les autres
- 1985 : Saint-Tropez interdit co-réalisé avec Georges Cachoux. Dernier film de José Benazeraf sorti en salles (circuit Paramount).
- 1986 : Cynthia's Diary (Les Phantasmes de Miss Jones) Dernier film 35 mm tourné par Benazeraf avec Anatomie d'un meurtre. Inédit en salles. Composé en partie avec des scènes de Une femme plus une femme. Dernier grand film de Benazeraf, Cynthias' Diary a été présenté plusieurs fois sur M6. Images José Benazeraf.
- 1986 : Anatomie d'un meurtre Dernier film 35 mm tourné par Benazeraf avec Cynthia's Diary. Les deux films ont été tournés simultanément. On retrouve des scènes proches, dans les mêmes décors, d'un film à l'autre. Inédit en salles. Images José Benazeraf.

De nombreux films de José Benazeraf sont chroniqués dans le Dictionnaire des films français pornographiques & érotiques 16 et 35 mm publié par Christophe Bier (Serious Publishing, 2011). Seuls les films de cinéma figurent dans cet ouvrage.
C'est après Brantôme 81, son film le plus ambitieux, depuis longtemps, et son film le plus cher, film pour ainsi dire dépourvu de scènes de sexe, qui aurait dû trouver sa place dans les meilleures salles Gaumont ou UGC, et qui ne trouvera de sortie qu'au Japon, que J. Benazeraf enchaînera porno sur porno  en vidéo. Brantôme 81 est paradoxalement sorti au Japon avec des inserts érotiques.

#### Productions vidéo
La plupart ont été tournées en 24 h ; un certain nombre sont sorties en salles, notamment à l'Amsterdam-Saint-Lazare, le cinéma de Georges Combret, d'autres ne sont sorties qu'en vhs. Liste non exhaustive.
- 1982 : Petites filles en folie
- 1982 : Les Filles de leur mère
- 1982 : Eva la grande suceuse
- 1982 : La Madone des pipes
- 1983     : Irma la masseuse
- 1983 : La star sodomisée (The Movie Star)
- 1983 : L'Éveil porno d'une star (Benazeraf renie l'existence de ce film, il s'agit probablement de La Star sodomisée)
- 1983 : Le Majordome est bien monté
- 1983 : Rita la vicieuse
- 1983 : Gilda la ravageuse
- 1983 : La Corrida charnelle
- 1983 : L'Espionne s'envoie en l'air
- 1983 : Le Viol à bicyclette
- 1983 : Je mouille aussi par derrière
- 1983 : L'Antiquaire a la chatte trempée
- 1983 : Je te suce, tu me suces ou la vie d'un bordel de province
- 1983 : Le Désordre et le foutre
- 1983 : Petits culs à enfiler
- 1983: Orgies révolutionnaires
- 1983 : Sexologues en chaleur
- 1983 : Le Port aux putes
- 1983 : Ingrid, putain de Hambourg
- 1983 : Le Cul des mille plaisirs
- 1983 : Furia porno ou Voyage au bout du vice
- 1983 : Le Yacht des partouzes
- 1983 :  L"Amant de Lady Winter
- 1983 : Lady Winter, perversités à l'anglaise
- 1983 : Lady Winter et la C.I.A.
- 1983 : Olynka, grande prêtresse de l'amour
- 1983: Les Partouzes de Lady Winter
- 1983 : Les Confidences pornos de lady Winter Titre alternatif d'1 des 4 films de la série Lady Winter.
- 1983 : Les Obsessions sexuelles de lady Winter Idem.
- 1984 : La Veuve lubrique 2 (René Chateau video)
- 1984 : Le Cul d'Isabelle, Perverse Isabelle, La Fête à Isabelle (René Chateau video)
- 1986 : Triple pénétration
- 1986 : Sex Resort
- 1986 : Passionate Pupils
- 1986 : Naughty French Fantasies
- 1986 : Hot Patutti
- 1986 : Fantasies of a Married Woman
- 1986 : Bedside Manor
- 1987 : Spanish Fly
- 1997  : Contes de la folie ordinaire (1h51, non commercialisé, du pur cinéma underground, qui n'a rien à voir avec les videos commerciales)
- 1997  : Montage JB (non commercialisé, idem)
- 1998  : Acteurs porno en analyse avec la participation de Francesca Petitjean, ex championne internationale de culturisme
- 1999  : Portrait regards de Zarah Whites

### Acteur
- 1957 : Les Lavandières du Portugal (non crédité)
- 1961 : Un Martien à Paris de Jean-Daniel Daninos
- 1959 : À bout de souffle de J-L Godard (scène avec J-P Belmondo, dans l'ascenseur)
- 1962 : Le Cri de la chair
- 1963 : Cover-girls version italienne (dénaturée)
- 1964 : La Nuit la plus longue
- 1967 : Les Premières lueurs de l'aube (un client au bar)
- 1975 : J.B.1   (l'homme à la caméra)
- 1993 : Chambre 12, Hôtel de Suède de Claude Ventura (film enquête sur le tournage d'À bout de souffle, J. Benazeraf parle des rapports Georges de Beauregard Jean-Luc Godard).

### Producteur
- 1957 : Les Lavandières du Portugal de Pierre Gaspard-Huit. Distribué par Pathé.
- 1958 : La Fille de Hambourg d'Yves Allégret avec Hildegarde Neff, Daniel Gélin. Distribution Pathé.
- 1961 : Un Martien à Paris (ou Lettres martiennes) de Jean-Daniel Daninos avec Darry Cowl.
- 1960 : Mourir d'amour (La Mort a les yeux bleus) de Dany Fog avec Nadia Gray, Elga Andersen, Bruno Cremer, Mireille Darc, Daniel Ceccaldi.
- 1960 : La Fête espagnole de Jean-Jacques Vierne d'après Henri-François Rey avec Daliah Lavi, Roland Lesaffre.
- 1961 Laurence (c.m.) de Guy Saguez
- 1962 : L'Accident de Edmond T. Greville avec Danick Patisson, Magali Noël, Roland Lesaffre, Georges Rivière.
- 1968 : Les Enfants de Caïn de René Jolivet avec Hans Meyer, Nancy Holloway, Roland Lesaffre.
- 1974 : Tous bas (Magasin de lingerie) (c.m.) de Noël Simsolo

## Édition des films
Fin 2008, huit de ses films sont édités pour la première fois en DVD par  K Films,, : Le Désirable et le Sublime, Joë Caligula - Du suif chez les dabes, Le Concerto de la peur, L'Éternité pour nous, L'Enfer dans la peau (La Nuit la plus longue), L'Enfer sur la plage, Séquences interdites, Brantôme 81 : Vie de dames galantes.
Éditions en DVD de Frustration avec Michel Lemoine, Janine Reynaud, Elisabeth Teissier, en mars 2012, et de Brantôme 81 : Vie de dames galantes en novembre 2012 (LCJ éditions).